# محمدرضا ایرانی
محمدرضا ایرانی مُلکِ کیان (زاده ۲۸ فروردین ۱۳۳۳ – درگذشته ۱۵ شهریور ۱۳۷۳)، طراح و نقاش معاصر ایرانی بود. در سال ۱۳۳۳، در تبریز دیده به جهان گشود. در سال ۱۳۵۹ موفق به اخذ لیسانس از دانشکده هنرهای زیبای دانشگاه تهران شد. پس از تحصیل، به تدریس طراحی در هنرستان هنرهای زیبای میرک تبریز پرداخت و در نمایشگاه‌های متعددی آثارش را به نمایش گذاشت. محمدرضا ایرانی، در سال ۱۳۷۳ بر اثر سانحه تصادف، درگذشت.
زندگی‌نامه او به همراه آثارش در دو کتاب با نام‌های «شور نقاشی: زندگی و آثار برگزیدهٔ محمدرضا ایرانی» و «شوق طراحی: طراحی‌های محمدرضا ایرانی» منتشر شده است.

## نمایشگاه‌ها
- ۱۳۶۰- شرکت در نمایشگاه گروهی نقاشی، نگارخانه مانی، تبریز، ایران.
- ۱۳۶۴- برپایی نخستین نمایشگاه آثار، مونیخ، آلمان.
- ۱۳۶۷- برپایی نمایشگاه انفرادی، استانبول، ترکیه.
- ۱۳۶۹- شرکت در نمایشگاه گروهی، تالار مقبرةالشعرا، تبریز، ایران.
- ۱۳۷۰- شرکت در نمایشگاه آثار برگزیدهٔ نقاشان ایرانی، باکو، جمهوری آذربایجان.
- ۱۳۷۰- شرکت در اولین نمایشگاه دوسالانه نقاشی ایران، موزهٔ هنرهای معاصر، تهران، ایران.
- ۱۳۷۲- شرکت در دومین نمایشگاه دوسالانه نقاشی ایران، موزهٔ هنرهای معاصر، تهران، ایران. در این نمایشگاه، اثری از هنرمند با عنوان گاوچران[۴]، توسط موزه هنرهای معاصر تهران خریداری شده و در مجموعهٔ آن موزه نگهداری می‌شود.
- ۱۳۷۳- برگزاری نمایشگاهی از آثار برگزیدهٔ محمدرضا ایرانی، تالار مقبرةالشعرا، تبریز، ایران. این نمایشگاه توسط همسرش به مناسبت چهلمین روز درگذشت هنرمند برپا شده است.[۵]